# Dansk Melodi Grand Prix 2012
Dansk Melodi Grand Prix 2012 var den 42. udgave af Dansk Melodi Grand Prix, en sangkonkurrence afholdt siden 1957 af Danmarks Radio (DR). Konkurrencens formål var at finde den sang, der skulle repræsentere Danmark ved Eurovision Song Contest 2012 (ESC) i Aserbajdsjan. Dansk Melodi Grand Prix 2012 fandt sted den 21. januar 2012 i Gigantium i Aalborg. Louise Wolff og Emil Thorup var værter. Vinderen blev sangen "Should've Known Better", fremført af Soluna Samay.
Der var åbent for indsendelse af sange indtil 26. september 2011, og billetsalget startede fire dage senere, 30. september 2011.
Sangen endte på en 23. Plads i finalen ved Eurovision Song Contest

## Konkurrencens forløb
I modsætning til de tre foregående år var der ikke nogen semifinalerunde. Der var således kun to afstemningsrunder. På baggrund af stemmer fra seerne og en dansk fagjury gik tre sange videre til en superfinale. Her havde fik seerne og den danske jury selskab af fire internationale juryer bestående af professionelle fagfolk fra Tyskland, Norge, Rusland og Aserbajdsjan, da vinderen skulle findes. De fem juryer afgav til sammen 50% af stemmerne i den afgørende afstemning, mens seerstemmerne udgjorde de resterende 50% af stemmerne. Landene, som var repræsenteret i de internationale juryer, havde stået bag vinderne i Eurovision Song Contest de sidste fire år, og vidste ifølge Grand Prix-kommentator Ole Tøpholm, "hvordan et moderne vinderhit skal skrues sammen".
Den danske jury bestod af Kenneth Bager (juryformand), Laust Sonne, Søs Fenger, Freja Loeb og Lars Trillingsgaard.
Juryformændende for de fire internationale juryer var Nigar 'Nikki' Camal fra Aserbajdsjan, tyske Oceana Mahlmann, Alexander Rybak fra Norge og Alexey Vorobiev fra Rusland. De øvrige jurymedlemmer havde alle en professionel tilknytning til musikindustrien, heriblandt tre tidligere Grand Prix-deltagere, nemlig Eldar 'Ell' Qasimov og Aysel Teymurzadeh fra Aserbajdsjan, samt tyske Roger Cicero.

## Deltagere
Da fristen for at indsende bidrag til Dansk Melodi Grand Prix 2012 udløb den 26. september 2011, havde DR modtaget 678 bidrag. Et hemmeligt bedømmelsesudvalg udvalgte seks af disse sange til at deltage i konkurrencen. Fire yderligere sange kom fra komponister, som redaktionen bag Dansk Melodi Grand Prix havde inviteret med på wildcard. De ti deltagere ved Dansk Melodi Grand Prix 2012 blev offentliggjort den 5. januar 2012. Heraf var Jesper Nohrstedt, Suriya, Soluna Samay samt duoen Christian Brøns og Patrik Isaksson inviteret med på wildcards. Ditte Marie havde som eneste deltager medvirket i konkurrencen tidligere, da hun deltog i Dansk Melodi Grand Prix 2011 som forsanger i gruppen Le Freak.
Den 6. januar 2012 kunne Politiken dog berette, at sang nr. 2, "Nowhere" af Valen:tine, allerede i oktober 2011 havde været offentligt tilgængelig bloggernetværket Mog.com, men efterfølgende var blevet fjernet derfra. Ifølge de daværende regler for deltagelse i Dansk Melodi Grand Prix, ville det medføre diskvalificering, hvis en deltagende sang på nogen måde blev offentliggjort før konkurrencen uden forudgående tilladelse fra DR. Den 6. januar meddelte Danmarks Radio (DR), at sangen ville få lov til at fortsætte i konkurrencen pga. formildende omstændigheder. Ifølge underholdningschef Jan Lagermand Lundme var sangen blevet lækket på internettet af en amerikansk producer uden sangskrivernes vidende, efter en demoversion af sangen var blevet sendt rundt til folk i musikbranchen: "Det er uforskyldt, for det er ikke opretshavernes skyld, at sangen er endt på internettet."
Imidlertid valgte DR den 9. januar at diskvalificere sangen, efter det var kommet frem, at Tine Lynggaard selv havde lagt sangen ud på YouTube allerede i sommeren 2011. Dette stred imod EBU's daværende regler for deltagelse i Eurovision Song Contest, der fastslog, at deltagende sangene ikke måtte have været udgivet, fremført eller på anden måde offentliggjort før 1. oktober 2011. Hvis "Nowhere" havde vundet det danske Grand Prix, ville sangen dermed være blevet diskvalificeret fra Eurovision Song Contest 2012. På trods af diskvalificeringen medvirker "Nowhere" på albummet Dansk Melodi Grand Prix 2012, der udkom den 16. januar 2012, da CD'en blev produceret, inden deltagerne blev offentliggjort.
| Nr. | Artist                            | Sang                     | Komponist og tekstforfatter                                      | Note            |
| --- | --------------------------------- | ------------------------ | ---------------------------------------------------------------- | --------------- |
| 1.  | Jesper Nohrstedt                  | "Take Our Hearts"        | Morten Hampenberg, Engelina Larsen, Mads B. B. Krog              | Finalist        |
| 2.  | VALEN:TINE                        | "Nowhere"                | Søren Itenov, Christoffer Stjerne, Tine Lynggaard                | Diskvalificeret |
| 3.  | Aya                               | "Best Thing I Got"       | John Gordon, Julie Frost                                         |                 |
| 4.  | Kenneth Potempa                   | "Reach for the Sky"      | Peter Bjørnskov, Lene Dissing, Sune Haansbæk                     |                 |
| 5.  | Ditte Marie                       | "Overflow"               | Mike Eriksson, Johnny Sanchez, Hanif Sabzevari                   |                 |
| 6.  | Philip Halloun & Emilia           | "Baby Love Me"           | Philip Halloun, Jonna Kärkkäinen                                 |                 |
| 7.  | Suriya                            | "Forever I B Young"      | Suriyatim Hoffman, Thomas Hoffmann, Jakob Winge, Daniel Sørensen |                 |
| 8.  | Karen Viuff                       | "Universe"               | Lise Cabble, Boe Larsen, Simon Borch                             |                 |
| 9.  | Soluna Samay                      | "Should've Known Better" | Chief 1, Remee, Isam Bachiri                                     | Finalist        |
| 10. | Christian Brøns & Patrik Isaksson | "Venter"                 | Christian Brøns, Patrik Isaksson, Rune Braager                   | Finalist        |

### Superfinale
| Nr. | Artist                            | Sang                     | Norge | Rusland | Tyskland | Aserbajdsjan | Dansk jury | Seer-point | Total point | Placering |
| --- | --------------------------------- | ------------------------ | ----- | ------- | -------- | ------------ | ---------- | ---------- | ----------- | --------- |
| 1.  | Jesper Nohrstedt                  | "Take Our Hearts"        | 12    | 12      | 12       | 10           | 10         | 46         | 102         | 2         |
| 9.  | Soluna Samay                      | "Should've Known Better" | 10    | 10      | 10       | 12           | 12         | 56         | 110         | 1         |
| 10. | Christian Brøns & Patrik Isaksson | "Venter"                 | 8     | 8       | 8        | 8            | 8          | 48         | 88          | 3         |